# Thomomys bottae canus
Thomomys bottae canus is een knaagdier dat voorkomt in zuidwestelijk Noord-Amerika. Dit dier is een ondersoort van de valleigoffer (Thomomys bottae). Hij is oorspronkelijk beschreven door . De typelocatie is Deep Hole in Nevada.